# Котов, Андрей Николаевич
Андре́й Никола́евич Ко́тов (3 апреля 1963, Свердловск, СССР) — советский и российский рок-музыкант, ударник. В разное время сотрудничал со многими музыкантами «Свердловского рок-клуба», наиболее известен как барабанщик золотого состава рок-группы «Агата Кристи» с 1990 по 2008 год.

## Биография
Родился в Свердловске. Мать — бухгалтер, отец — слесарь. Учился в школе № 17 города Свердловск, после 8-го класса ушёл в монтажный техникум. После техникума работал на заводе. Окончил музыкальное училище имени П. И. Чайковского по классу «ударные». Преподаватель по специальности — Юрий Леонидович Бобрушкин.
Музыкальную карьеру начал с участия в группе «Трек», затем продолжил её в группе «Кабинет». В 1987 году принял участие в разовом реюнионе «Трека» в рамках II рок-клубовского фестиваля. В 1988 ушёл в армию, где служил в войсках обеспечения полётов[что?]. При этом занятия музыкой не прерывал.
В 1989 году вместе с Александром Пантыкиным принял участие в реюнионе «Урфина Джюса». Обновлённый коллектив просуществовал около двух лет, успев записать альбом «5 минут неба» и прогастролировав по городам СССР.
По возвращении в 1990 году пришёл в группу «Агата Кристи», где играл до 2008 года, став одним из четырёх «классических» участников этой группы. Затем принимал участие в проекте «A.K.V.A.—X». 
Следующий проект «KOTOVDRUMS» — барабанная концертная программа, в которой скрещены живые барабаны и электронная музыка. В 2013 году играл в группе «Степень Неба».

### Личная жизнь
- Женат на Лилии Бариновой,
  - есть дочь Полина.

## Световое шоу
Придумал свою систему синхронизации музыкального материала со стробоскопами и отбивками в парах, с возможностью управления световым пультом.
Свои идеи постановки и программирования света реализовал в таких шоу, как юбилейный концерт «Агаты Кристи» в «Лужниках», посвящённый 15-летию группы; в туре «Иномарки» группы «Би-2», апофеозом которого стал большой сольный концерт в «Ледовом дворце» в Санкт-Петербурге; на концерте-съёмке группы «Шугарфри» из Таллина. После этого получил приглашение от редакции журнала «Империя света» написать ряд статей со своим взглядом на концертный свет.

## Группы, в которых принимал участие
- 1984 — «Трек»
- 1987—1988 — «Кабинет»
- 1989—1991 — «Урфин Джюс»

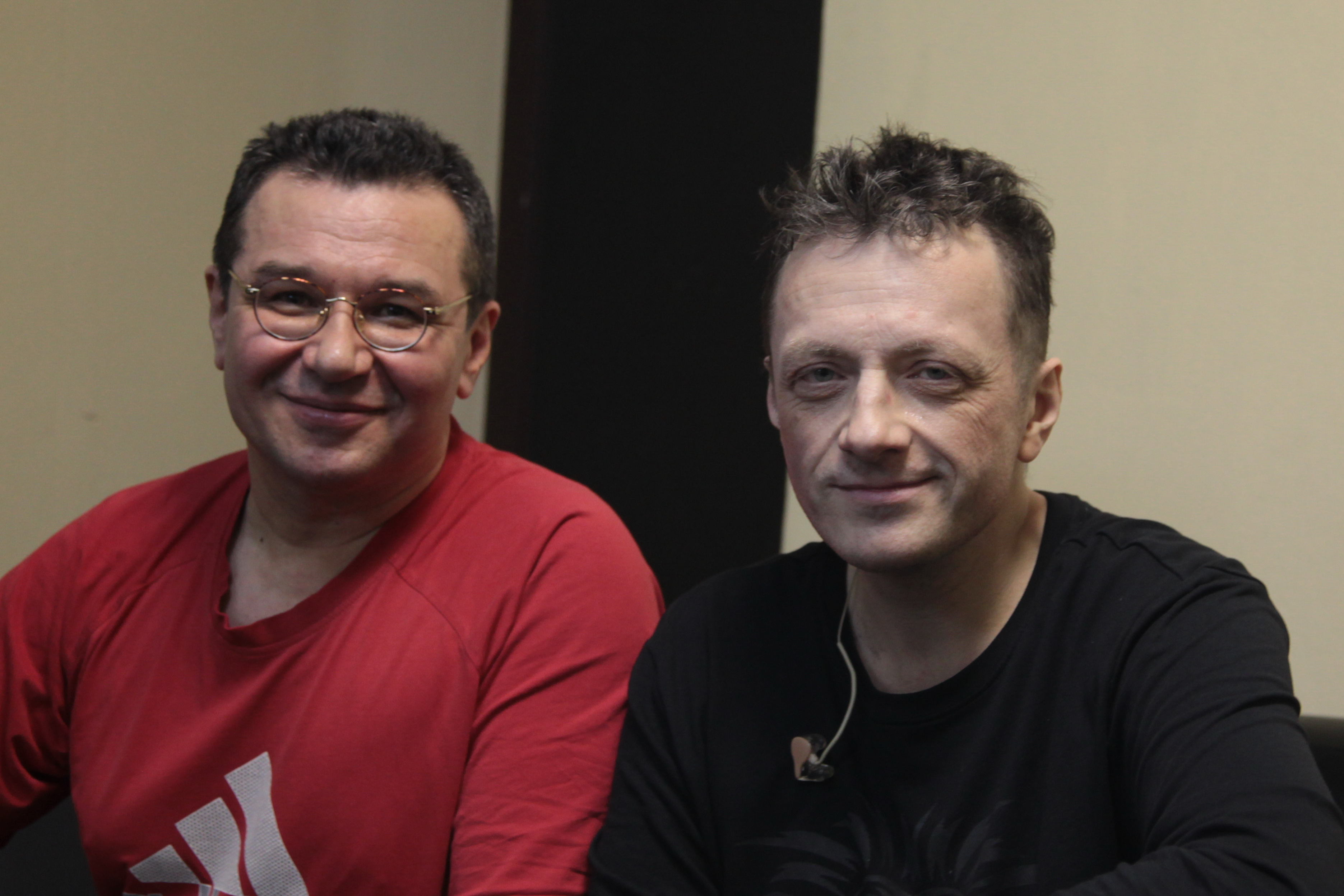
Андрей Котов и Глеб Самойлов. 2018 год

- 1989 — Проект Александра Пантыкина
- 1990—1991 — «Апрельский марш»
- 1990—2008 — «Агата Кристи»
- 2009—2013 — «A.K.V.A.»
- 2013 — «Степень Неба» (временное участие)
- 2013 — «ТАРАНТИНА» (ex. «Степень Неба»; временное участие)
- 2015 — «ROCKindaHOUSE» — музыкальный клубный проект
- 2015—н.в. — «Джонни Депп» — кавер-группа
- 2016, 2018 — «The Matrixx» (временное участие)